# Karré

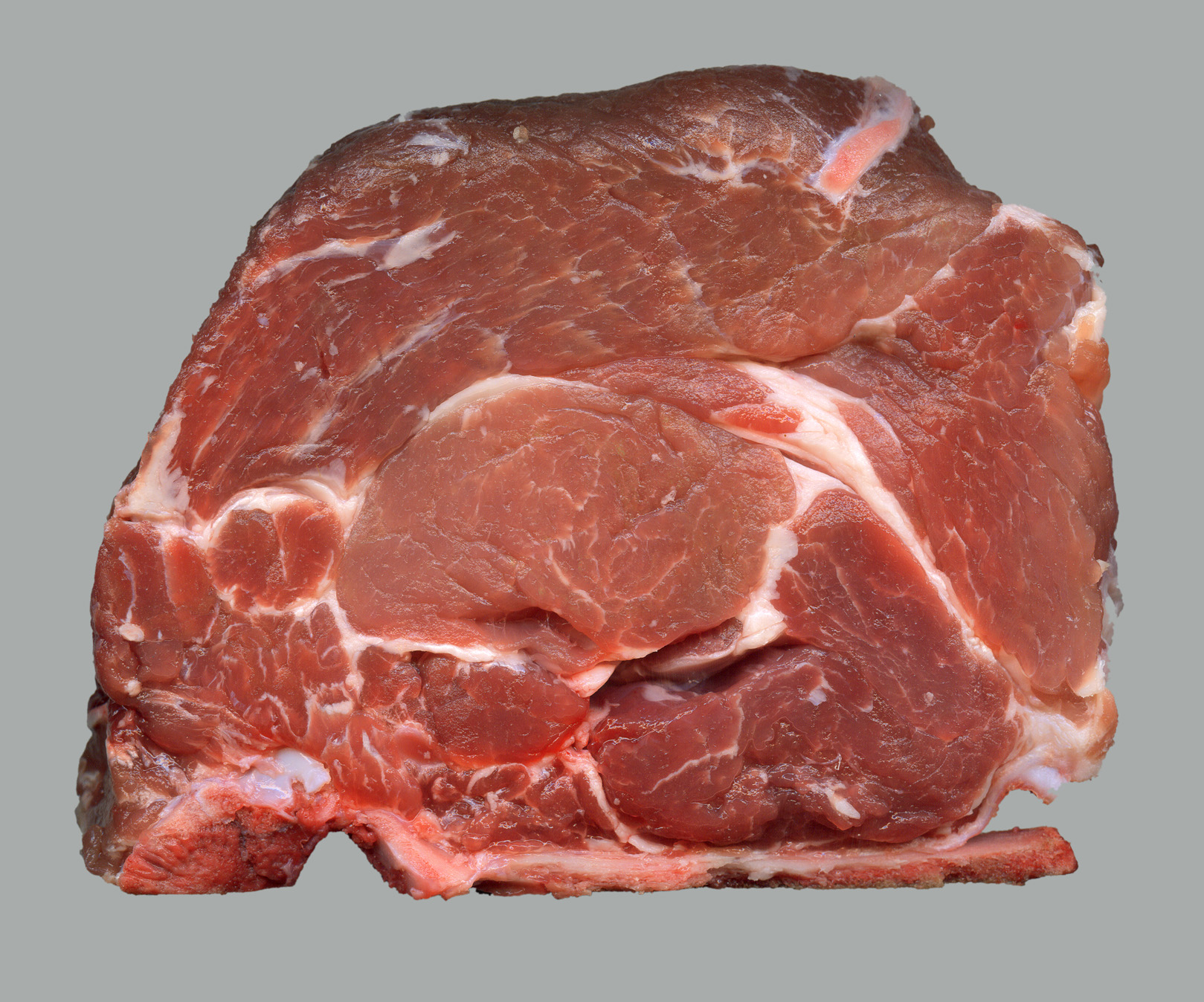
Karré

Fläskkarré eller bara karré är en styckningsdetalj av fläskkött. Den är den främre delen av grisens rygg, mellan huvudet och kotlettraden. Karré kallas ibland för grishals, en benämning som är vanlig särskilt i Skåne. I affärer säljs karré som bit eller skivad som karrékotletter, med eller utan ben. Fettet hos karré ligger insprängt (marmorerat) och fetthalten ligger mellan 10 och 15 procent.
Karré benämndes förr nackstek i östra Värmland. I USA kallas fläskkarré för pork shoulder och används ofta i rätten pulled pork.